# Klumpfußbehandlung nach Ponseti
Die Klumpfußbehandlung nach Ponseti ist eine orthopädische Redressionstherapie (unblutige Korrektur einer Deformität), die zur Korrektur eines idiopathischen Klumpfußes angewandt wird. Die Behandlung nach Ponseti sieht eine spezielle manuelle Redression mit schrittweiser Korrektur nach anatomischen Gesichtspunkten vor.

## Historisches
Ignacio Ponseti entwickelte seine Behandlungsmethode zur Beseitigung des idiopathischen Klumpfußes bereits in den 1950er Jahren. Trotzdem wurde in der Vergangenheit in Deutschland überwiegend mit Redressionsgipsverbänden und begrenzten dorsalen Weichteil-Entspannungen, bzw. ab den 1980er Jahren mit ausgedehnteren peritalaren Weichteil-Eingriffen gearbeitet. Erst durch die großen Erfolge, die vor allem im englischsprachigen Raum erzielt wurden, fand die Methode um die Jahrtausendwende mehr Anwendung in Deutschland. So wurde bereits 2005 auf der Jahrestagung der Deutschen Assoziation für Fuß und Sprunggelenk in Augsburg deutlich, dass sich das Ponseti-Konzept als Standardtherapie des idiopathischen Klumpfußes weitgehend etabliert hatte.

## Durchführung
Im Wesentlichen wird die Behandlung in drei Schritten durchgeführt:
1. Redressionsphase: Es wird versucht, den Behandlungsbeginn für den bestmöglichen Erfolg bereits in der ersten Lebenswoche einzuleiten. Der Fuß wird sukzessiv redressiert und wöchentlich in einem gepolsterten Gips retiniert. Über die mehrwöchige Behandlungsdauer wird der Fuß somit graduell in eine Abduktion von etwa 70 Grad geführt, gemessen gegen die Kniegelenks-Bewegungsachse.
2. Tenotomie: Wenn durch das Redressionsverfahren kein weiterer Zugewinn an Korrektur zu erzielen ist, wird in den meisten Fällen eine perkutante Tenotomie durchgeführt. In diesem kleinen Eingriff wird die Achillessehne lokal anästhesiert, und per Skalpell vollständig quer durchtrennt. In der überwiegenden Mehrheit der Fälle wird hierdurch eine komplette Dorsalextension des Fußes erzielt. Anschließend wird anhand eines Gipsverbandes der Fuß noch einmal 3–4 Wochen ruhiggestellt. Im weiteren Behandlungsverlauf hat sich gezeigt, dass die Achillessehne innerhalb weniger Wochen vollständig verheilt.
3. Denis-Browne-Schienung: Anschließend an die Tenotomie wird dem Patienten eine ganztägige Denis-Browne-Schiene angelegt. Hierbei handelt es sich um zwei Therapieschuhe, die jeweils auf einer Metallschiene befestigt sind. Die Schuhe können variabel gedreht werden, so wird im weiteren Verlauf der Klumpfuß in 70 Grad und der nicht betroffene Fuß in 40 Grad Außenrotation fixiert. Somit kann das Behandlungsergebnis gehalten werden und mögliche Restdeformitäten im Sprunggelenksbereich korrigiert werden. Nach etwa 3–4 Monaten kann die Schienennutzung auf 15 Stunden am Tag reduziert werden. Mit zunehmender Verbesserung muss die Schiene nur noch nachts angelegt werden, dies jedoch durchgängig bis zum vierten Lebensjahr. Dies gewährleistet, dass bei den Kindern kein innenorientiertes Gangbild entsteht, was bei anderen Behandlungsmethoden nicht selten der Fall war.